# Sełyszcze (przystanek kolejowy w obwodzie żytomierskim)
Sełyszcze (ukr. Селище) – przystanek kolejowy w miejscowości Hładkowyczi, w rejonie korosteńskim, w obwodzie żytomierskim, na Ukrainie. Położony jest na linii z Owrucza do Strefy Wykluczenia.